# 孔摠
孔摠（1138年—1190年），字元会，金朝兖州曲阜县（今山东省曲阜市）人。孔子五十代孫，孔宗願玄孙，孔若蒙曾孙，孔端操之孙，孔璠之子。
孔摠自幼爱读《左传》和韩愈的诗文，金世宗大定元年（1161年），其兄衍圣公孔拯卒，大定三年（1163年）七月，金世宗命孔摠袭封衍圣公，补文林郎，奉祀孔子。孔摠主持重修孔庙。大定二十年（1180年），金世宗召孔摠至京师，欲任命他官职。尚书省上奏：“摠主先圣祀事，若加任使，守奉有阙。”金世宗于是授他曲阜县令。孔摠修筑城墙，平反冤狱，颇有政绩，擢升为奉直大夫。金章宗明昌元年（1190年），孔摠卒，享年五十三岁。赠正奉大夫。埋葬在曲阜孔林孔子墓西南侧。子孔元措、孔元綋（孔湞的祖父）。
| 前任者： 孔拯 | 金朝北宗衍圣公 1163年—1190年 | 繼任者： 孔元措 |

## 参看
- 孔子
- 孔子世家大宗世系
- 孔子世家大宗世系图
- 孔子世家南宗北宗世系图